# Septimiu Pretorian
Septimiu Pretorian (n. 21 decembrie 1893, comuna Țânțăreni, județul Gorj – d. 23 septembrie 1977, București) a fost un general de brigadă român care a luptat în Primul Război Mondial și al Doilea Război Mondial.
Grade: sublocotenent - 01.07.1914, locotenent - 01.11.1916, căpitan - 01.09.1917, maior - 31.03.1924, locotenent-colonel, colonel - 31.03.1938, general de brigadă - 23.03.1944.
A absolvit Școala Specială Militară de la Saint-Cyr (Franța) în promoția 1904 (1919-1920) „Crucile de Război (Croix de Guerre)”.
În 1916, Septimiu Pretorian era locotenent, comandant de pluton în Regimentul 1 Vânători.
În calitate de comandant de pluton, a condus luptele acestuia la Oboroca, pe Valea Jiului, Cornul Zănoagei și Vârful Negru cu multă destoinicie, pricepere și bravură, fapt pentru care a fost decorat cu Ordinul „Steaua României” cu spade, în grad de cavaler.
A fost decorat la 7 noiembrie 1941 cu Ordinul „Steaua României” cu spade în gradul de Ofițer, cu panglica de „Virtute Militară” „pentru curajul și destoinicia cu care și-a condus regimentul în luptele dela Dubna-Dumitrești”.
Secretar General al Ministerului Apărării (1 aprilie - 28 iunie 1947), Șef al Marelui Stat Major al Armatei 27 decembrie 1947 - 31 ianuarie 1948 și membru al PCR între 1945-1947.
Șeful Delegației Militare de legătură din Comisia Română pentru Aplicarea Armistițiului.
La 1 mai 1948 a fost trecut în rezervă. După două luni a fost judecat de Tribunalul Militar București, fiind acuzat de luare de mită și abuz de putere. A fost condamnat la 12 ani de închisoare. Pedeapsa i-a fost redusă în 1951 cu cinci ani. Doi ani și trei luni a efectuat munci agricole la Penitenciarul Aiud și muncă silnică la Canalul Dunăre-Marea Neagră. După eliberare, s-a angajat ca gestionar la Întreprinderea 502 Construcții din Brașov (Orașul Stalin la vremea respectivă).
Reabilitat și înmormântat cu onoruri militare la cimitirul Ghencea Militar.

## Decorații
- Ordinul „Steaua României” cu spade în gradul de Ofițer, cu panglica de „Virtute Militară” (7 noiembrie 1941)[1]